# U-32号潜艇 (1914年)
陛下之32号潜艇是德意志帝国海军建造的一艘潜艇或称U艇。它由基尔的日耳曼尼亚船厂承建，于1914年1月28日下水，至同年9月3日交付使用。U-32号是在第一次世界大战海战期间服役的329艘德国潜艇之一，并参加了大西洋潜艇战役。在其十一次巡逻中，共击沉了容积总吨达106035吨的37艘协约国或中立国商船，以及排水量为14000吨的1艘英国前无畏舰康沃利斯号。1918年5月8日，U-32号在马耳他北部遭到炮击，其后被英国单桅战船桂竹香号以深水炸弹击沉。

## 设计
U-32号为双壳远洋潜艇，在尺寸上类似于U-23至U-30型，仅在推进和速度上略有不同。德意志帝国海军将其视为非常优秀的公海舰艇，具有适中的机动性和良好的水面掌舵能力。
艇只的全长和耐压壳体长分别为64.70米和52.36米；舷宽6.32米，当中的耐压壳体宽为4.05米；有7.68米的总高和3.56米的吃水深度。艇只的总排水量达971吨；其中水上为685吨，水下为878吨。
U-32号搭载有可在水上使用的两台日耳曼尼亚六缸二冲程柴油发动机，总功率为1,850匹公制馬力（1,361千瓦特）；以及可在水下使用的西门子-舒克特双电动发电机，总功率为1,200匹公制馬力（883千瓦特）。这些发动机用以驱动双轴、每根轴各一个的直径1.6米长螺旋桨，从而使艇只在水上的最高速度达16.4節（30.4每小時），在水下的最高航速为每小时9.7節（18.0每小時）。它可以8節（15每小時）的速度在水上巡航8,790海里（16,280），或以5節（9.3每小時）的速度在水下巡航80海里（150）。艇只的潜航深度为50米。
艇只装备了四具直径为500毫米的鱼雷发射管，其中艏、艉各两具，并可携带合共6枚鱼雷。此外，U-32号于1915年还增配了两门88毫米30倍径速射炮，自1917年起又改为一门105毫米45倍径速射炮。其标准船员编制为4名军官和31名水兵。

## 历史
U-32号是由德意志帝国海军于1912年3月29日向基尔的日耳曼尼亚船厂订购。它自1912年11月8日开始铺设龙骨，1914年1月28日下水，至同年9月3日在首任艇长、海军上尉埃德加·冯·施皮格尔·冯·翁德·楚·佩克尔斯海姆的指挥下正式入役。1916年2月1日，施皮格尔被库尔特·哈特维希上尉接替，后者至1918年2月16日又被库尔特·阿布雷希特上尉取代。阿布雷希特一直指挥潜艇直至其沉没。

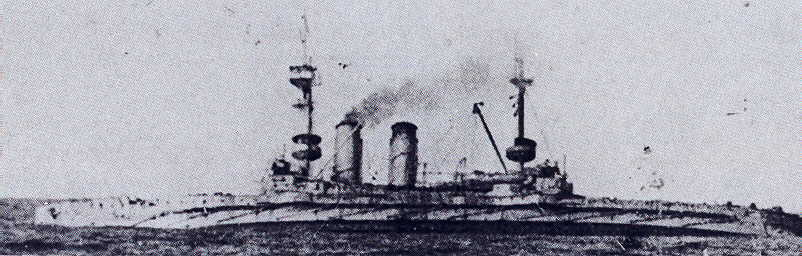
英国战列舰康沃利斯号战列舰被U-32号以鱼雷击沉

U-32号先后被编入北海的第四区舰队（1914年9月3日－1916年11月8日）和地中海的普拉区舰队（自1916年11月8日起，后称地中海区舰队）作战，于第一次世界大战期间执行了十一次巡逻，共击沉37艘协约国或中立国商船，容积总吨累计为106035吨。此外，它还击沉了排水量达14000吨的英国前无畏战列舰康沃利斯号——这是协约国在一战中被击沉的最大型军舰之一。当时（1917年1月9日），U-32号在哈特维希上尉的率领下在马耳他岛以东60海里（110）处发射鱼雷击中了康沃利斯号的右舷。战列舰的部分锅炉舱进水，导致其有约10度的右倾，但仍能通过抗洪措施纠正倾斜。它同时也无法动弹，使之很容易成为U-32号二度攻击的目标。正当英国人开始准备将其拖走时，哈特维希又远距离发射了另一枚鱼雷。距第一枚鱼雷命中约75分钟后，第二枚同样在康沃利斯号的右舷处爆炸，该舰迅速向右舷翻侧。共15名船员在爆炸中丧生，但舰只的漂浮时间较长，足以让其余的船员离开。在第二次命中大约30分钟后，康沃利斯号终于完全沉没。
1918年5月8日，U-32号在阿布雷希特上尉的指挥下，于马耳他西北部袭击了一支从直布罗陀前往亚历山大港的护航船队。船队中的单桅战船桂竹香号发现了U-32号，遂以舰炮发动反击，并在随后以深水炸弹将潜艇击沉。包括艇长在内的41名船员全数阵亡。沉没地点大致位于36°04′N 13°17′E / 36.07°N 13.28°E处。

## 袭击历史摘要
| 日期           | 船名                      | 船籍         | 吨位  | 结局       |
| -------------- | ------------------------- | ------------ | ----- | ---------- |
| 1915年4月8日   | 夏多布里昂号              | 法國         | 2247  | 击沉       |
| 1915年4月11日  | 旅人号                    | 英国         | 9599  | 击伤       |
| 1915年6月22日  | 基辅号                    | 丹麦         | 1115  | 缴作战利品 |
| 1916年3月4日   | 条顿尼亚号                | 英国         | 4824  | 击沉       |
| 1916年3月5日   | 罗撒西号                  | 英国         | 2007  | 击沉       |
| 1916年3月6日   | 三兄弟号                  | 法國         | 107   | 击沉       |
| 1916年3月7日   | 阿弗尔城号                | 法國         | 3109  | 击沉       |
| 1916年10月18日 | 雅典娜号                  | 挪威         | 1847  | 击沉       |
| 1916年10月30日 | 巴克姆侯爵号              | 英国         | 4396  | 击沉       |
| 1916年10月30日 | 维尔图诺号                | 義大利王國   | 3239  | 击沉       |
| 1916年11月27日 | 伯明翰城号                | 英国         | 7498  | 击沉       |
| 1916年11月27日 | 卡纳克号                  | 法國         | 6816  | 击沉       |
| 1916年11月30日 | 圣安东尼奥号              | 義大利王國   | 611   | 击沉       |
| 1916年12月1日  | 耶稣圣心号                | 義大利王國   | 199   | 击沉       |
| 1916年12月1日  | 闪电号                    | 義大利王國   | 59    | 击沉       |
| 1916年12月2日  | 安吉拉母亲·G号            | 義大利王國   | 155   | 击沉       |
| 1916年12月3日  | 收益号                    | 英国         | 5184  | 击伤       |
| 1916年12月6日  | 坎帕尼亚号                | 義大利王國   | 4297  | 击沉       |
| 1916年12月8日  | 卡尔梅利纳·多米尼奇号     | 義大利王國   | 94    | 击沉       |
| 1916年12月12日 | 圣厄休拉号                | 英国         | 5011  | 击沉       |
| 1917年1月7日   | 罗萨利亚·L号              | 義大利王國   | 7186  | 击沉       |
| 1917年1月9日   | 康沃利斯号                | 英國皇家海軍 | 14000 | 击沉       |
| 1917年4月10日  | 罗得港号                  | 義大利王國   | 2480  | 击沉       |
| 1917年4月12日  | 基代尔号                  | 英国         | 3830  | 击沉       |
| 1917年4月17日  | 常数号                    | 義大利王國   | 3479  | 击沉       |
| 1917年4月18日  | 里纳尔多号                | 英国         | 4321  | 击沉       |
| 1917年4月21日  | 焦苏埃号                  | 義大利王國   | 140   | 击沉       |
| 1917年5月12日  | 洛克斯利大厅号            | 英国         | 3635  | 击沉       |
| 1917年5月24日  | 比亚里茨号                | 法國         | 2758  | 击沉       |
| 1917年7月16日  | 卡夫拉号                  | 英国         | 2774  | 击沉       |
| 1917年7月16日  | 安塔利亚港号              | 義大利王國   | 4073  | 击沉       |
| 1917年7月17日  | 绿色号                    | 英国         | 3771  | 击伤       |
| 1917年7月19日  | 瓦尔瓦拉号                | 希腊         | 1316  | 击沉       |
| 1917年9月20日  | 库尔德斯坦号              | 英国         | 3720  | 击沉       |
| 1917年9月22日  | 卡洛琳号                  | 法國         | 107   | 击沉       |
| 1917年9月24日  | 艾瑞斯顿号                | 英国         | 3221  | 击沉       |
| 1917年9月29日  | 山温号                    | 英国         | 3689  | 击沉       |
| 1917年10月4日  | 康斯坦丁诺斯·安布里柯斯号 | 希腊         | 2611  | 击沉       |
| 1917年10月4日  | 尼古劳斯·罗索斯号         | 希腊         | 2421  | 击沉       |
| 1917年10月10日 | 运营者号                  | 法國         | 1812  | 击沉       |
| 1918年4月21日  | 贝尔维尤号                | 英国         | 3567  | 击沉       |
| 1918年5月1日   | 纪元号                    |              | 2379  | 击沉       |

## 脚注
1. ↑  Helgason, Guðmundur. . German and Austrian U-boats of World War I - Kaiserliche Marine - Uboat.net.
2. ↑  Helgason, Guðmundur. . German and Austrian U-boats of World War I - Kaiserliche Marine - Uboat.net.
3. ↑  Helgason, Guðmundur. . German and Austrian U-boats of World War I - Kaiserliche Marine - Uboat.net.
4. 1 2 3 4 5  Gröner，第6頁.
5. ↑  Helgason, Guðmundur. . German and Austrian U-boats of World War I - Kaiserliche Marine - Uboat.net.   [2009-04-14].
6. ↑  Burt，第245–246頁.
7. ↑  Gardiner，第37頁.
8. 1 2  Burt，第246頁.
9. ↑  Lowell，第167頁.
10. ↑  Herzog，第89頁.
11. ↑  Kemp，第48頁.
12. ↑  Helgason, Guðmundur. . German and Austrian U-boats of World War I - Kaiserliche Marine - Uboat.net.   [2014-12-14].